# Universidade Austral de Chile

A Universidade Austral de Chile (UACh) é uma das mais importantes instituições do investigação chilenas e a mais antiga ao sul do Chile, tendo sido fundada em 1954. Suas unidades de ensino estão distribuídas nas comunas de Valdivia e Puerto Montt.
A Universidad Austral de Chile foi fundada através do Decreto Supremo Nº 3.757, de 7 de setembro de 1954, com sede na cidade de Valdivia, Chile. Pertence ao Conselho de Reitores das Universidades Chilenas e a Rede Universitária Cruz do Sul, e está re-acreditada pela "Comisión Nacional de Acreditación" até o ano de 2015 em todas as áreas disponíveis atualmente (Gestão Institucional, Docência de Graduação, Docência de Pós-graduação, Investigação e Vinculação com o Meio).
A Universidade desenvolve suas atividades acadêmicas nos Campus Isla Teja (46,2 ha) e Miraflores (32,1 ha), ambos localizados na cidade de Valdivia, Campi Puerto Montt (5,95 ha), Campo Clínico de Osorno, no Centro Trepanada em Coihaique e em diversos centros experimentais.

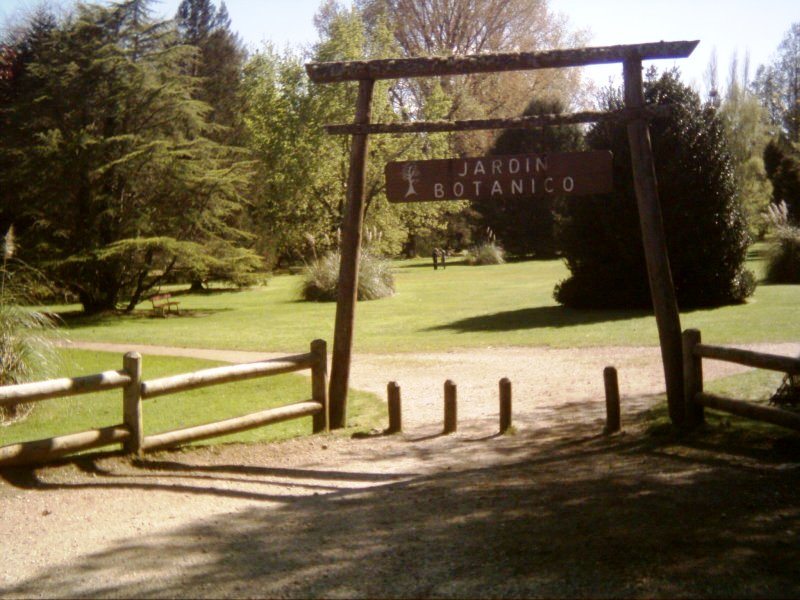
O jardim botânico da UACh.
Faculdade de Ciencias.
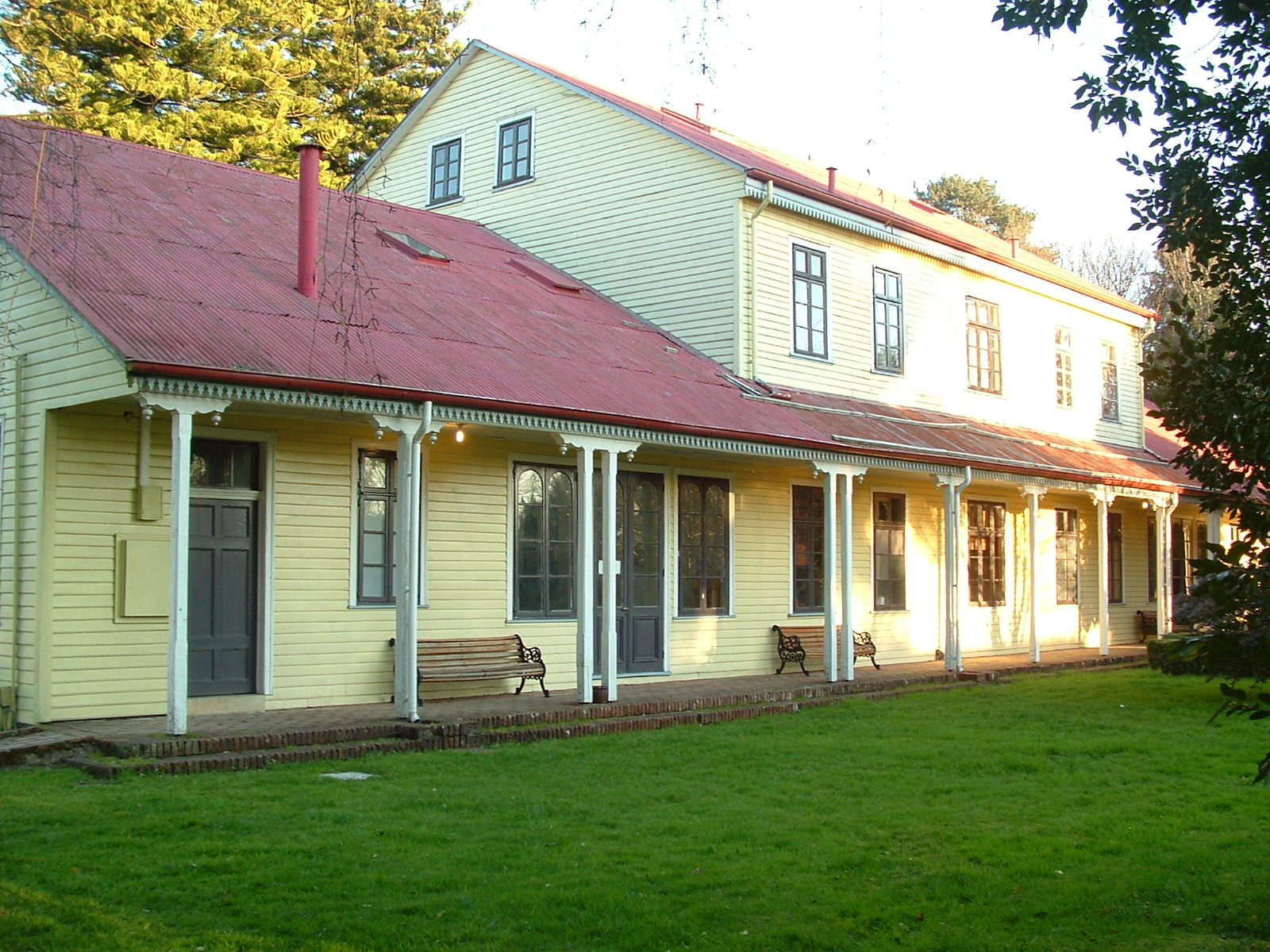
Museu Histórico e Antropológico Maurice van de Maele.